# رونالد سانت جون ماكدونالد
رونالد سانت جون ماكدونالد هو قاضي ومحامي كندي، ولد في 20 أغسطس 1928 في مونتريال في كندا، وتوفي في 7 سبتمبر 2006 في هاليفاكس في كندا.